# 미타촌 (나가노현)
미타촌(三田村)은 일본 나가노현 미나미아즈미군에 설치되었던 촌이다. 현재의 아즈미노시의 일부에 해당한다.

## 역사
- 1889년 4월 1일 - 정촌제 시행에 의해 2촌의 구역으로 시나노촌(科布村)이 성립하였다.
- 1893년 5월 17일
  - 시나노촌의 일부가 분리되어 오구라촌(현 아즈미노시)이 발족.
  - 시나노촌의 잔여부가 개칭하여 '미타촌(三田村)이 됨.
- 1955년 4월 1일 - 가라스가와촌과 합병해 호리가네촌이 성립하여, 동일 미타촌은 폐지되었다.

## 참고문헌
- 角川日本地名大辞典 20 長野県